# Fanellia corymbosa
Fanellia corymbosa är en korallart som beskrevs av Bayer 1982. Fanellia corymbosa ingår i släktet Fanellia och familjen Primnoidae. Inga underarter finns listade i Catalogue of Life.